# Reflejo corneal
El reflejo corneal es un parpadeo involuntario provocado por la estimulación sobre la córnea, al ser tocada por un examinador o por un cuerpo extraño, por ejemplo, aunque podría resultar de cualquier estímulo periférico. La estimulación debe provocar tanto una respuesta directa como una consensual, es decir, una respuesta similar del ojo no estimulado. El reflejo ocurre una rápida velocidad de 0,1 segundos. El propósito de este reflejo es proteger los ojos de los cuerpos extraños. Las luces muy brillantes generan la misma respuesta (este último conocido como el reflejo óptico). El reflejo corneal se puede producir ante sonidos de más de 40-60 dB.

## Trayecto nervioso
El reflejo está mediado por la rama nasociliar de la rama oftálmica (V1) del quinto par craneal, el nervio trigémino. Es el nervio que detecta el estímulo a nivel de la córnea o de la conjuntiva, es decir, es el nervio que conduce la ruta aferente del reflejo.
Por su parte, el séptimo par craneal o nervio facial da iniciación a la respuesta motora, es decir, es la vía eferente del reflejo, posiblemente mediado por un núcleo medular.
El uso de lentes de contacto puede disminuir o anular la prueba de este reflejo.

## Reflejo óptico
El reflejo óptico o reflejo oculofacial es un cierre bilateral de los párpados que ocurre ante el estímulo de una luz brillante o el acercamiento de un objeto. El reflejo óptico es más lento que el corneal y es mediado por la corteza visual, que reside en el lóbulo occipital del cerebro. El reflejo está ausente en los bebés menores de 9 meses.

## Examen físico
El estudio del reflejo corneal es parte de algunos exámenes neurológicos, como el estado de coma. El daño a la rama oftálmica (V1) del 5º par craneal da como resultados una ausencia de reflejo de la córnea cuando se estimula al ojo afectado. La estimulación de una córnea normalmente tiene una respuesta consensuada, con el cierre de ambos párpados. La ausencia completa y bilateral del reflejo es un requisito imprescindible para la determinación neurológica de la muerte.